# JDスタージュニア王座
JDスタージュニア王座（ジェー・ディー・スタージュニアおうざ）は、JDスター女子プロレスが管理、認定していた王座。

## 歴史
1997年、キャリア3年以内の選手を対象にしたJd'ジュニア王座を創設。9月7日、吉本女子プロレスJd'（後のJDスター女子プロレス）東京大会で行われた初代王座決定リーグに優勝した藪下めぐみが初代王者になった。
2003年7月5日、王座名をJDスタージュニア王座に変更。10月16日、王者のMARUが返上。その後、王座決定戦が行われないまま事実上封印状態となる。

## 歴代王者

### Jd'ジュニア王座
| 歴代  | 選手           | 戴冠回数 | 防衛回数 | 獲得日付       | 獲得場所 （対戦相手・その他）                      |
| ----- | -------------- | -------- | -------- | -------------- | -------------------------------------------------- |
| 初代  | 藪下めぐみ     | 1        | 不明     | 1997年9月7日   | 東京 坂井澄江                                      |
| 第2代 | ザ・ブラディー | 1        | 不明     | 1997年10月22日 | 東京 1997年11月返上                                |
| 第3代 | ザ・ブラディー | 2        | 不明     | 1998年1月11日  | 東京 藪下めぐみ                                    |
| 第4代 | 坂井澄江       | 1        | 不明     | 1998年8月24日  | 東京                                               |
| 第5代 | 藪下めぐみ     | 2        | 不明     | 1999年1月24日  | 東京 1999年6月3日返上                              |
| 第6代 | 武藤裕代       | 1        | 不明     | 2000年2月28日  | 東京 KAZUKI、救世忍者乱丸による巴戦 2001年11月返上 |
| 第7代 | MARU           | 1        | 2        | 2002年1月13日  | 後楽園ホール 東城えみ 2002年11月返上               |
| 第8代 | 賀川照子       | 1        | 1        | 2003年1月13日  | 後楽園ホール アップルみゆき                        |

### JDスタージュニア王座
| 歴代  | 選手 | 戴冠回数 | 防衛回数 | 獲得日付     | 獲得場所 （対戦相手・その他）  |
| ----- | ---- | -------- | -------- | ------------ | ------------------------------ |
| 第9代 | MARU | 2        | 3        | 2003年7月5日 | NGKスタジオ 2003年10月16日返上 |